# Deinbollia borbonica
Deinbollia borbonica är en kinesträdsväxtart som beskrevs av Rudolph Herman Scheffer. Deinbollia borbonica ingår i släktet Deinbollia och familjen kinesträdsväxter. Utöver nominatformen finns också underarten D. b. subcordata.